# Moutabea chodatiana
Moutabea chodatiana är en jungfrulinsväxtart som beskrevs av Huber. Moutabea chodatiana ingår i släktet Moutabea och familjen jungfrulinsväxter. Inga underarter finns listade i Catalogue of Life.